# 伯特伦·布罗克豪斯
伯特伦·内维尔·布罗克豪斯（Bertram Neville Brockhouse，1918年7月15日—2003年12月13日），加拿大物理学家，1994年诺贝尔物理学奖获得者。

## 生平
布罗克豪斯出生於莱斯布里奇，1947年在不列颠哥伦比亚大学获文学学士、1948年和1950年在多伦多大学获文学硕士和哲学博士。
1950年至1962年，布罗克豪斯在加拿大原子能公司的乔克里弗实验室工作。1962年，布罗克豪斯成为麦克马斯特大学的教授直至1984年退休。
1994年，布罗克豪斯因与克利福德·沙尔在中子衍射研究中取得进展而共同获得了诺贝尔物理学奖。1982年，布罗克豪斯还获得了加拿大勋章。
2003年病逝於安大略省哈密尔顿。
2005年10月，作为麦克马斯特大学75周年庆典的一部分，安大略省哈密尔顿的大学大道被重新命名为布罗克豪斯大道。